# Puchar Świata Kobiet w Kolarstwie Szosowym 2014
Puchar Świata Kobiet w Kolarstwie Szosowym 2014 – 17. edycja Pucharu Świata. Organizowany przez UCI, obejmował dziewięć wyścigów, z czego osiem zaplanowano w Europie, a jeden w Azji. Pierwsze zawody odbyły się 15 marca w holenderskim Hoogeveen, a ostatnie zawody miały miejsce 30 sierpnia we francuskim Plouay. 
Trofeum sprzed roku broniła Holenderka Marianne Vos. W tym sezonie najlepsza okazała się Brytyjka Elizabeth Armitstead.

## Wyniki
| Data        | Wyścig                            | Zwyciężczyni           | Druga                | Trzecia                |
| ----------- | --------------------------------- | ---------------------- | -------------------- | ---------------------- |
| 15 marca    | Ronde van Drenthe                 | Elizabeth Armitstead   | Anna van der Breggen | Shelley Olds           |
| 30 marca    | Trofeo Alfredo Binda              | Emma Johansson         | Elizabeth Armitstead | Alena Amielusik        |
| 6 kwietnia  | Ronde van Vlaanderen voor Vrouwen | Eleonora van Dijk      | Elizabeth Armitstead | Emma Johansson         |
| 23 kwietnia | La Flèche Wallonne Féminine       | Pauline Ferrand-Prevot | Elizabeth Armitstead | Elisa Longo Borghini   |
| 18 maja     | Tour of Chongming Island          | Kirsten Wild           | Elena Cecchini       | Giorgia Bronzini       |
| 3 sierpnia  | Sparkassen Giro                   | Marianne Vos           | Giorgia Bronzini     | Lotta Lepistö          |
| 22 sierpnia | Open de Suède Vårgårda (TTT)      | Specialized–lululemon  | Rabo-Liv             | Boels-Dolmans          |
| 24 sierpnia | Open de Suède Vårgårda            | Chantal Blaak          | Amy Pieters          | Roxane Knetemann       |
| 30 sierpnia | Grand Prix de Plouay              | Lucinda Brand          | Marianne Vos         | Pauline Ferrand-Prevot |

## Klasyfikacje

### Indywidualna
| Lp. | Zawodniczka            | Drużyna                      | Punkty |
| --- | ---------------------- | ---------------------------- | ------ |
| 1.  | Elizabeth Armitstead   | Boels Dolmans Cycling Team   | 515    |
| 2.  | Emma Johansson         | Orica-AIS                    | 390    |
| 3.  | Marianne Vos           | Rabo Liv Women Cycling Team  | 370    |
| 4.  | Anna van der Breggen   | Boels Dolmans Cycling Team   | 346    |
| 5.  | Kirsten Wild           | Hitec Products               | 290    |
| 6.  | Pauline Ferrand-Prevot | Rabo Liv Women Cycling Team  | 285    |
| 7.  | Eleonora van Dijk      | Team Giant-Shimano           | 269    |
| 8.  | Elisa Longo Borghini   | Estado de México-Faren Kuota | 255    |
| 9.  | Chantal Blaak          | Alé Cipollini                | 225    |
| 9.  | Giorgia Bronzini       | Wiggle Honda                 | 225    |

### Drużynowa
| Lp. | Drużyna                     | Punkty |
| --- | --------------------------- | ------ |
| 1.  | Rabo Liv Women Cycling Team | 1515   |
| 2.  | Boels Dolmans Cycling Team  | 1001   |
| 3.  | Specialized–lululemon       | 666    |
| 4.  | Team Giant-Shimano          | 576    |
| 5.  | Hitec Products              | 538    |
| 6.  | Orica-AIS                   | 464    |
| 7.  | Estado De Mexico Faren      | 376    |
| 8.  | Wiggle Honda                | 310    |
| 9.  | Alé Cipollini               | 186    |
| 10. | Lotto Belisol Ladies        | 176    |